# Katrine Nysveen
Katrine Nysveen (* 26. November 1973) ist eine ehemalige norwegische Fußballspielerin.

## Karriere

### Vereine
Nysveen spielte im Alter von 15 Jahren bereits im Seniorinnenbereich für den Setskog/Høland FK in der Toppserien und erzielte in ihrer Premierenspielzeit 1989 am 19. August (13. Spieltag) beim 3:3-Unentschieden im Auswärtsspiel gegen den Bøler IF mit dem Treffer zum 2:3 in der 56. Minute ihr erstes von fünf Toren. Zwei Tore in einem Punktspiel gelangen ihr am 1. Oktober 1989 am 18. und letzten Spieltag bei der 4:5-Niederlage im Auswärtsspiel gegen Idrettslaget Jardar. Ihr letztes Tor für die Mannschaft gelang ihr in ihrer letzten Spielzeit am 20. August 1994 (13. Spieltag) beim 6:1-Sieg im Heimspiel gegen Molde FK mit dem Treffer zum 5:1 in der 45. Minute.In der Spielzeit 1995 gehörte sie Asker Fotball an, für den Ligakonkurrenten sie fünf Tore in ihren Punktspielen erzielte. Ihr erstes Tor erzielte sie am 30. April (2. Spieltag) beim 3:0-Sieg im Heimspiel gegen Kolbotn IL mit dem Treffer zum 2:0 in der 22. Minute. Am 9. Juli (8. Spieltag) gelang ihr ein Doppeltorerfolg beim 3:0-Sieg im Auswärtsspiel gegen Klepp IL, der ihr auch eine Woche später beim 6:0-Sieg im Heimspiel gegen den FK Donn gelang. Nach dem Ende ihrer Spielerkarriere im Leistungssport trat sie für den in der Gemeinde Lillestrøm in der Provinz Akershus ansässigen Verein aus Sørumsand in Erscheinung, zunächst in zwei Spielen 2017 in der 4. Divisjon, an- und abschließend 2018 und 2019 in insgesamt 21 Spielen in der 3. Divisjon, in denen sie 37 Tore erzielte. 

### Nationalmannschaft
Nachdem Nysveen in einem Zeitraum von sieben Jahren 20 Länderspiele für die Nachwuchsnationalmannschaften des NFF der Altersklassen U16 und U20 bestritten und fünf Tore erzielt hatte, debütierte sie am 9. März 1993 für die A-Nationalmannschaft in Agia Napa auf Zypern. Dort nahm sie mit ihrer Mannschaft am Turnier um den Open Nordic Cup, als Alternative der (seit 1982 nicht mehr ausgetragenen) Nordischen Meisterschaften, teil. Ihre Premiere – als Einwechselspielerin für Elin Krokan ab der 67. Minute – endete 3:3 unentschieden gegen die Nationalmannschaft Dänemarks. Die beiden weiteren Turnierspiele gegen die US-amerikanische Nationalmannschaft und gegen die Nationalmannschaft Schwedens (gegen diese im Finale) endeten mit 1:0 und 2:1. Nach dem am 1. Juni 1993 in Borås gegen die Nationalmannschaft Schwedens mit 2:4 verlorenen EM-Vorbereitungsspiel, kam sie in den beiden Spielen der Finalrunde der Europameisterschaft 1993 zum Einsatz und hatte Anteil am Titelgewinn ihrer Mannschaft.
Des Weiteren bestritt sie (die ersten) vier Spiele der EM-Qualifikationsgruppe 1, zwei in Freundschaft ausgetragene Länderspiele (1:3 vs. Deutschland; am 25. September 1993 in Råde, 5:2 vs. Dänemark; am  4. Mai 1994 in Brøndby), zwei im Turnier um den Chiquita Cup (3:6 vs. Deutschland; am 2. August in Oakford, 1:4 vs. Vereinigte Staaten; am 7. August in Worcester) sowie drei Spiele – einschließlich des mit 1:0 gegen die US-amerikanische Nationalmannschaft gewonnenen Finales – im Turnier um den Algarve-Cup 1994. Ihre letzten vier Länderspiele bestritt sie im Turnier um den Algarve-Cup 1995, wobei ihr letztes am 19. März im Spiel um Platz 3 in Quarteira mit 4:2 im Elfmeterschießen gegen die US-amerikanische Nationalmannschaft gewonnen wurde.

## Erfolge
Nationalmannschaft
- Algarve-Cup-Sieger 1994, -Dritter 1995
- Europameister 1993
- Open Nordic Cup-Sieger 1993